# 大刺棘桿鮠
大刺棘桿鮠，為輻鰭魚綱鯰形目項鰭鯰科的其中一種，為熱帶淡水魚類，分布於南美洲巴西黑河上游流域，體長可達7.1公分，棲息在底層水域，生活習性不明。

## 扩展阅读
維基物種上的相關：大刺棘桿鮠